# 西蒙·考利
西蒙·考利（英語：Simon Cowley，1980年10月4日—），澳大利亚男子游泳运动员，主攻蛙泳。他曾代表澳大利亚参加1998年英联邦运动会游泳比赛，获得三枚金牌。